# Mastigona mutabile
Mastigona mutabile är en mångfotingart som först beskrevs av Robert Latzel 1884.  Mastigona mutabile ingår i släktet Mastigona och familjen Mastigophorophyllidae. Inga underarter finns listade i Catalogue of Life.